# 1954年中華民国総統選挙
1954年中華民国総統選挙（1954ねんちゅうかみんこくそうとうせんきょ、繁: 1954年中華民國總統選舉）は、1954年（民国43年）3月22日に中華民国で行われた、総統（第2期）を選出する選挙である。

## 概要
1949年、国共内戦に敗れた中国国民党は中華民国政府を台湾に移転した。移転後も中華民国の正統性を主張する政府により1954年2月19日から5月20日にかけて前回と同様に国民大会代表を通じた間接選挙方式で総統選挙を実施し、台湾を対象とした初めての選挙となった。
2回目の投票の結果、中国国民党の候補者である蔣介石が1,507票を獲得し、48票を獲得した中国民主社会党候補者の徐傅霖を破り、第2期総統に就任した。同時に行われた副総統選挙では中国国民党の陳誠が当選している。

### 李宗仁弾劾
1949年、国共内戦劣勢の責任を負って総統を辞職した蔣介石に代わり李宗仁が代理総統を務めたが、蔣介石との対立により香港経由でアメリカへ亡命した。1950年に蔣介石は総統への復任を宣言したものの、李宗仁の辞職手続きが完了しておらず、新旧総統の交代時に法理問題が発生する可能性があったため、国民大会は総統選挙前に李宗仁の弾劾を決定した。
当時の法律規定では総統あるいは副総統の弾劾手続きは国民大会代表による間接選挙方式とされ、国民大会の出席者の三分の二以上の決議により弾劾が有効とされた。法定定員3,045名の内、1948年に2,841名が選出されていたが、台湾に移った国民大会代表は半数に満たず、香港やアメリカ、東南アジアなど世界各地より台北に参集したのは1,578名に過ぎなかった。その内弾劾決議に投票した国民大会代表は1,486名だった。1,403票の賛成票により弾劾決議案は採択され、残任期間が短いために補選を行わないことが付帯決議された。

## 選挙制度

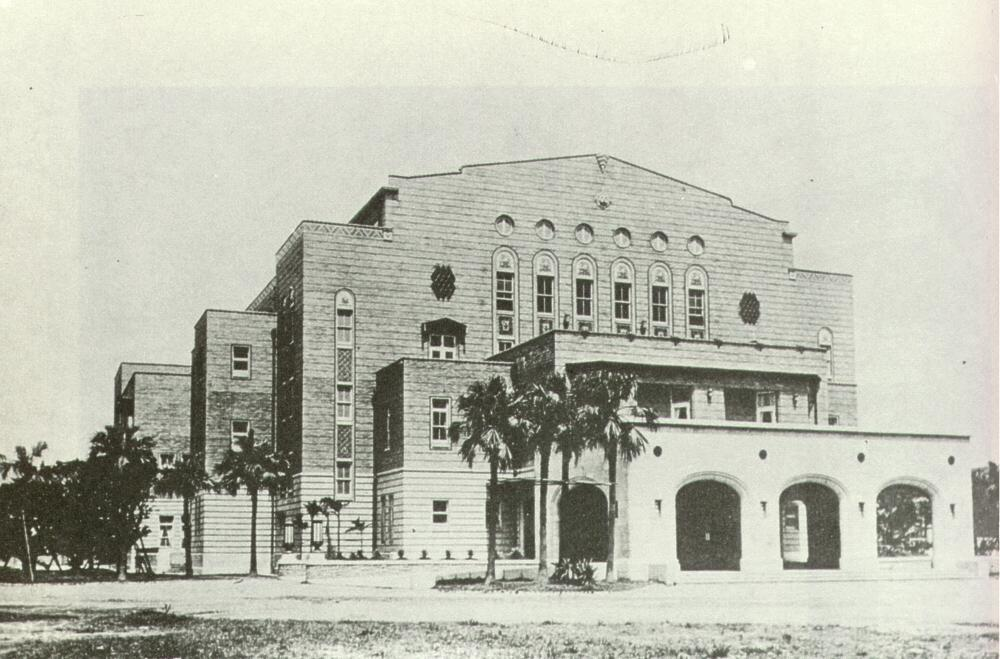
総統・副総統選挙が行われた中山堂（台北市）

選挙方式は選挙により選出された国民大会代表を通して投票される間接選挙であった。投票は台北市の中山堂で行われ、副総統選挙も同時に実施された。副総統選挙は総統選挙と独立集計され、現在のように総統と副総統の候補者が一括して選挙戦を行うものではなかった。
差額選挙（信任投票を防ぐため、定員より候補者数が多い）が採用され、また有効投票の過半数以上を獲得して初めて当選となる絶対多数選挙となった。 
当時の中華民国の法律では総統及び副総統は国民大会代表による間接選挙方式が採用されていた。『総統副総統選挙罷免法』第4条第3項によれば、候補者は国民大会代表総数（3,045名）の過半数（1,523名）の得票数が必要とされ、もし過半数に満たない場合は上位3名による再投票、再投票でも過半数を獲得できない場合は、第3回投票により得票数の高い2名の決選投票が行われると規定されていた。
1948年、南京市で召集された国民大会代表は2841名であった。しかし1954年に台北市で召集された国民大会代表は1578名、実際に投票を行ったのは1573名であった。その内台湾省で選出された代表は18名である。
1950年に立法院は国民大会開会の定足数を法定3,045人の2分の1（1,523）から、3分の1（1,015）に修正している。

## 候補者

### 総統候補者
| 中国国民党  | 中国民主社会党 |
| 蔣介石      | 徐傅霖         |
|             |                |
| 総統 党総裁 | 党主席         |

### 副総統候補者
| 中国国民党        | 中国民主社会党        |
| 陳誠              | 石志泉                |
|                   |                       |
| 行政院長 党副総裁 | 司法院副院長 党副主席 |

## 選挙結果

### 総統選挙
3月22日、中華民国第2回総統選挙が実施された。総統選には中国国民党の蔣介石と中国民主社会党の徐傅霖が立候補した。国民大会代表の法定定員は3,045だったが、1954年3月22日午前に台北中山堂で投票した人数は1,573名であった。
3月22日の第1回投票では過半数の獲得がなく直ちに再投票が行われ、その結果蔣介石が第2期中華民国総統に当選した。
| 候補者                                 | 候補者             | 所属政党           | 得票数 | 得票率 | 蔣介石 (96.91%) 徐傅霖 (3.09%) |
|                                        | 蔣介石             | 中国国民党         | 1,507  | 96.91% | 蔣介石 (96.91%) 徐傅霖 (3.09%) |
|                                        | 徐傅霖             | 中国民主社会党     | 48     | 3.09%  | 蔣介石 (96.91%) 徐傅霖 (3.09%) |
| 総数                                   | 総数               | 総数               | 1,555  | 100.0% | 蔣介石 (96.91%) 徐傅霖 (3.09%) |
| 有効票数（有効率）                     | 有効票数（有効率） | 有効票数（有効率） | 1,555  | 98.86% | 蔣介石 (96.91%) 徐傅霖 (3.09%) |
| 無効票数（無効率）                     | 無効票数（無効率） | 無効票数（無効率） | 18     | 1.14%  | 蔣介石 (96.91%) 徐傅霖 (3.09%) |
| 投票者数（投票率）                     | 投票者数（投票率） | 投票者数（投票率） | 1,573  | 51.66% | 蔣介石 (96.91%) 徐傅霖 (3.09%) |
| 棄権者数（棄権率）                     | 棄権者数（棄権率） | 棄権者数（棄権率） | 1,472  | 48.34% | 蔣介石 (96.91%) 徐傅霖 (3.09%) |
| 定数                                   | 定数               | 定数               | 3,045  | 100.0% | 蔣介石 (96.91%) 徐傅霖 (3.09%) |
| 出典：「中華民國選舉史」中央選挙委員会 |                    |                    |        |        |                                |

### 副総統選挙
| 候補者                                 | 候補者                   | 所属政党                 | 得票数 | 得票率 | 陳誠 (92.86%) 石志泉 (7.14%) |
|                                        | 陳誠                     | 中国国民党               | 1,417  | 92.86% | 陳誠 (92.86%) 石志泉 (7.14%) |
|                                        | 石志泉                   | 中国民主社会党           | 109    | 7.14%  | 陳誠 (92.86%) 石志泉 (7.14%) |
| 総数                                   | 総数                     | 総数                     | 1,526  | 100.0% | 陳誠 (92.86%) 石志泉 (7.14%) |
| 有効票数（有効率）                     | 有効票数（有効率）       | 有効票数（有効率）       | 1,526  | 97.01% | 陳誠 (92.86%) 石志泉 (7.14%) |
| 無効票・白票数（無効率）               | 無効票・白票数（無効率） | 無効票・白票数（無効率） | 47     | 2.99%  | 陳誠 (92.86%) 石志泉 (7.14%) |
| 投票者数（投票率）                     | 投票者数（投票率）       | 投票者数（投票率）       | 1,573  | 51.66% | 陳誠 (92.86%) 石志泉 (7.14%) |
| 棄権者数（棄権率）                     | 棄権者数（棄権率）       | 棄権者数（棄権率）       | 1,472  | 48.34% | 陳誠 (92.86%) 石志泉 (7.14%) |
| 定数                                   | 定数                     | 定数                     | 3,045  | 100.0% | 陳誠 (92.86%) 石志泉 (7.14%) |
| 出典：「中華民國選舉史」中央選挙委員会 |                          |                          |        |        |                              |

- 上記は第2回投票の結果である。